# Wiskundige optimalisatie

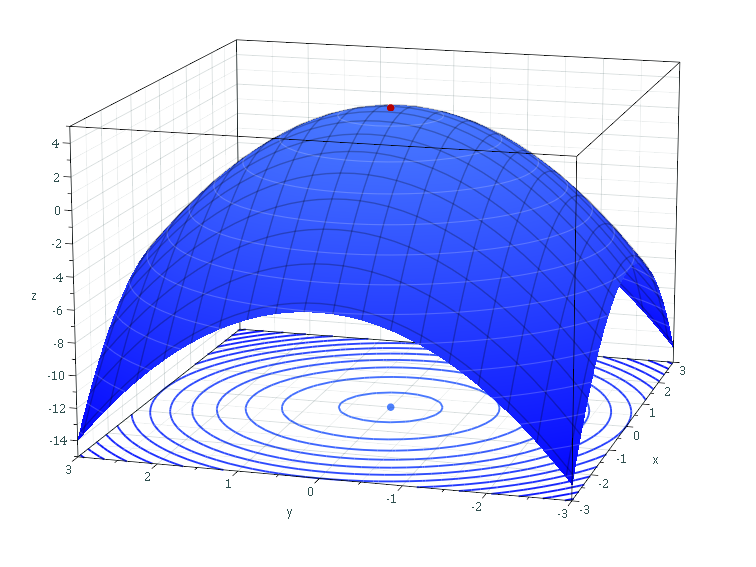
grafiek van een paraboloïde die wordt gegeven door f(x,y) = −(x²+y²)+4. Het globale maximum bevindt zich op punt (0,0,4). Dit wordt aangegeven door een rode punt. Deze is alleen goed te zien als men inzoomt op de grafiek.

In de wiskunde, statistiek, empirische wetenschappen, informatica of management science bestaat wiskundige  optimalisatie (ook wel optimalisatie of wiskundige programmering genoemd) uit de selectie van een beste element (met betrekking tot een aantal criteria) uit een bepaalde verzameling van beschikbare alternatieven.
In het eenvoudigste geval bestaat een optimaliseringsprobleem uit het maximaliseren of minimaliseren van een reële functie door het systematisch kiezen van inputwaarden uit een toegestane verzameling om vervolgens de waarde van de functie uit te rekenen. De veralgemening van de optimalisatietheorie en technieken naar andere formuleringen omvat een groot gebied van de toegepaste wiskunde. Meer in het algemeen omvat optimalisatie het vinden van de "beste beschikbare" waarden van een bepaalde objectieve functie binnen een vooraf gedefinieerd domein. Er bestaat een grote verscheidenheid van verschillende typen objectieve functies en verschillende typen domeinen.

## Benodigde ingrediënten
Om op systematische wijze de optimale oplossing te vinden, zijn de volgende ingrediënten nodig:
1. Een duidelijke beschrijving van het probleem (een model)
2. Een criterium, dat kan worden gemaximaliseerd (of geminimaliseerd)
3. Instelbare variabelen (de parameters) van het model die de waarde van het criterium beïnvloeden
4. Vaak zijn er ook nog randvoorwaarden waardoor het optimum op de rand van de oplossingsruimte komt te liggen.

De optimale oplossing bestaat uit de verzameling parameters die gegeven het model en de randvoorwaarden het criterium minimaliseren (bijvoorbeeld minimale kosten) of maximaliseren (bijvoorbeeld maximale opbrengst of kwaliteit).

## Toepassingen
Voor sommige optimalisatieproblemen bestaan algoritmen. Deze leiden niet altijd tot een optimale oplossing, maar worden ook weleens toegepast om de optimale oplossing te benaderen.

### Vinden van een optimalisatiealgoritme
Voor technische problemen is het vaak mogelijk om uitgaande van een goed model en een goed gekozen criterium de optimale oplossing te vinden. Dit kan met behulp van een optimalisatiealgoritme. Als het probleem complex is, kan het zijn dat een lokaal optimum (een suboptimale oplossing) wordt gevonden. In de directe omgeving van zo'n suboptimale oplossing is er geen betere oplossing te vinden. Het is dan nodig om een grote stap in de oplossingsruimte te maken om het werkelijke optimum (of eventueel een ander suboptimum) te vinden.
Het vinden van een criterium dat precies beschrijft wat goed is, is niet altijd eenvoudig. De oplossing die wordt verkregen met een verkeerd gekozen criterium leidt niet tot de gezochte optimale oplossing. Dan stelt het resultaat teleur, doordat er kennelijk nog een ander criterium is, dat niet helder is geformuleerd.
Het is onjuist om in dit kader te spreken van de optimale oplossing. Een oplossing die het criterium minimaliseert is altijd optimaal, een ander criterium leidt tot een andere optimale oplossing.

### Optimaliseren in de regeltechniek
Optimaliseren is een effectieve manier om een regelsysteem (zie Regeltechniek) in te stellen. Een lineair regelsysteem kan worden beschreven als:
{\displaystyle {\dot {x}}=Ax+Bu}
Waarbij {\displaystyle x} de n-dimensionale toestand van het systeem is, {\displaystyle u} ({\displaystyle m}-dimensionaal) is het ingangssignaal, {\displaystyle A} is de {\displaystyle n\times n} systeemmatrix en {\displaystyle B} is de {\displaystyle n\times m} ingangsmatrix. Dit systeem kan worden voorzien van een toestandsterugkoppeling
{\displaystyle u=-Kx}
De optimale terugkoppeling {\displaystyle K} ({\displaystyle m\times n}) is te vinden door minimaliseren van het kwadratische criterium
{\displaystyle J=\int _{0}^{\infty }{(x^{T}Qx+u^{T}Ru)}dt}
Hierbij zijn {\displaystyle Q} en {\displaystyle R} matrices met weegfactoren die aangeven hoe zwaar de verschillende componenten van {\displaystyle x} en {\displaystyle u} moeten worden afgestraft. De optimale oplossing wordt gevonden met behulp van de matrix Ricatti-vergelijkingen luidt:
{\displaystyle K=-BPR^{-1}}
waarbij {\displaystyle P} de oplossing is van de gereduceerde Ricatti-vergelijking
{\displaystyle A^{T}P+PA+Q-PBR^{-1}B^{T}P=0}

### Optimalisatie in de wiskunde en economie
In de wiskunde worden al langer optimalisatieproblemen bestudeerd. Een bekend voorbeeld is de techniek van Lagrange-multiplicatoren. Deze laat toe een bepaalde functie te maximaliseren, gegeven dat aan een aantal eisen voldaan is. Deze rekentechniek is ook erg nuttig in de economie, denk bijvoorbeeld aan een situatie waarin men het nut van een bepaald product wil maximaliseren, gegeven dat men over een welbepaald budget beschikt. Het gebruik van Lagrange-multiplicatoren laat ook toe op eenvoudige wijze te zien hoe het bekomen nut verandert als men het budget aanpast.

## Voetnoten
1. ↑  "The Nature of Mathematical Programming, " The Nature of Mathematical Programming, INFORMS Computing Society.

- Biblioteca Nacional de España: XX533091
- Bibliothèque nationale de France: cb11932649z (data)
- Gemeinsame Normdatei: 4043664-0
- Library of Congress Control Number: sh85107312
- Nationale Bibliotheek van Tsjechië: ph122672
- Nationale Bibliotheek van Israël: 987007538691105171